# Dominik Landertinger
Dominik Landertinger (* 13. März 1988 in Braunau am Inn) ist ein ehemaliger österreichischer Biathlet. Früh in seiner Laufbahn fuhr er mit dem Gewinn der Goldmedaille im Massenstart bei den Weltmeisterschaften 2009 einen seiner größten Erfolge ein. In den folgenden Jahren schwankten seine Leistungen auch aufgrund gesundheitlicher Probleme und er gewann keinen weiteren internationalen Titel, platzierte sich aber mehrmals auf dem Podium. Mit insgesamt neun Medaillen bei Olympischen Winterspielen sowie bei Weltmeisterschaften – fünf davon in Einzelrennen – bis zu seinem Karriereende 2020 zählt er zu den erfolgreichsten Biathleten Österreichs.

## Sportliche Laufbahn

### Erfolge im Nachwuchsbereich und Weltmeistertitel (bis 2009)
Landertinger besuchte die Ski-Hauptschule in Saalfelden und begann im Alter von zehn Jahren mit dem Biathlonsport. Am Nordischen Ausbildungszentrum Eisenerz übernahm der Nachwuchstrainer Reinhard Gösweiner seine Betreuung, der mit Landertinger über verschiedene Stationen seiner Karriere – ab 2010 als österreichischer Biathlon-Cheftrainer – zusammenarbeitete und den der Athlet als vergleichbar zu einem Familienmitglied bezeichnete. Von 2003 an gehörte Landertinger dem Nationalkader des Österreichischen Skiverbandes (ÖSV) an und feierte im Jugend- und Juniorenbereich mehrere Erfolge: 2004 debütierte er in Haute-Maurienne bei den Jugendweltmeisterschaften mit einem neunten Platz im Einzel; zwei beziehungsweise drei Jahre später gewann er bei den Welttitelkämpfen seiner Altersklasse jeweils zwei Medaillen, darunter 2007 die goldene mit der Staffel. Im gleichen Jahr entschied er zudem im Rahmen der Junioren-Europameisterschaften sowohl den Sprint als auch die Verfolgung für sich.
Bei der dritten Station der Saison 2007/08 in Pokljuka fand Landertinger erstmals Berücksichtigung in der österreichischen Mannschaft für den Biathlon-Weltcup. Bereits in seinem ersten Rennen, einem Einzel, erreichte er mit dem 18. Platz die Punkteränge der besten 40. Im folgenden Sprint wurde er Zwölfter, in der Staffel stand er an der Seite von Daniel Mesotitsch, Friedrich Pinter und Simon Eder als Dritter auf dem Podium. Ab dem folgenden Winter gehörte er der Weltcup-Kernmannschaft an und erreichte am 17. und 18. Jänner 2009 in Ruhpolding als Zweiter im Sprint und Dritter in der Verfolgung seine ersten Podestplätze in den Einzeldisziplinen. Bereits zuvor hatte Landertinger in Oberhof mit der Staffel seinen ersten Weltcupsieg gefeiert. Bei seiner WM-Premiere in Pyeongchang belegte er – nach 17. und 34. Plätzen in Sprint und Verfolgung – zunächst den sechsten Rang im 20-Kilometer-Einzelrennen und entschied das Massenstartrennen für sich: Nach drei Schießfehlern ging er gemeinsam mit seinem Teamkollegen Christoph Sumann sowie dem Russen Iwan Tscheresow und Ole Einar Bjørndalen aus Norwegen auf die Schlussrunde. Auf den letzten drei Kilometern setzte sich der 20-jährige Landertinger von seinen erfahreneren Konkurrenten ab und führte mit einem Vorsprung von 8,9 Sekunden auf Sumann einen österreichischen Doppelsieg an. Zum Abschluss der WM gewann er mit Mesotitsch, Eder und Sumann die Silbermedaille im Staffelrennen, wobei er in Führung liegend an Schlussläufer Sumann übergab, der sich Bjørndalen geschlagen geben musste. Landertinger beendete die Saison als Elfter (somit hinter Sumann als zweitbester Österreicher) des Gesamtweltcups und entschied mit einem zweiten Platz beim Saisonfinale in Chanty-Mansijsk die Disziplinenwertung im Massenstart vor Bjørndalen für sich.

### Schwankende Leistungen (2009 bis 2016)

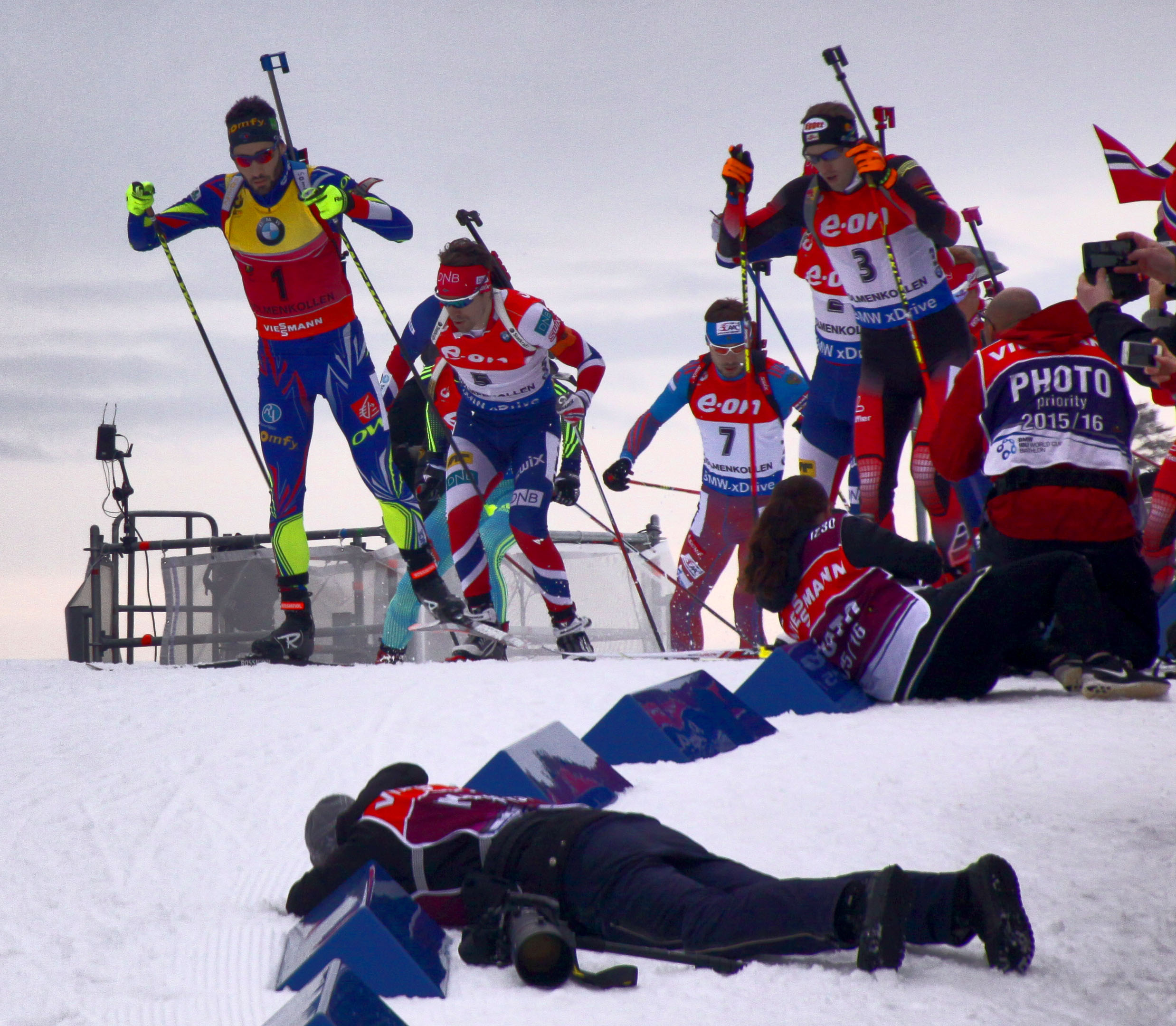
Landertinger (r., Startnummer 3) beim WM-Massenstart 2016 neben Martin Fourcade (l.)

Im Rückblick auf seine Karriere gab Landertinger an, er sei „[a]ls jüngerer Athlet […] mit dem Schädel gegen die Wand gelaufen“ und habe „nicht auf den Körper geachtet“, worauf er sowohl seine frühen Erfolge als auch längere Schwächeperioden zurückführte. In der Weltcupsaison 2009/10 erreichte er den sechsten Platz der Gesamtwertung und war beim Saisonfinale in Chanty-Mansijsk vor Arnd Peiffer zum zweiten (und letzten) Mal Sieger eines Einzelrennens. Im nächsten Winter musste er krankheitsbedingt mehrere Wettkämpfe auslassen, qualifizierte sich nicht für die WM-Titelverteidigung im Massenstart und blieb als 34. des Gesamtweltcups weit hinter seinen Vorjahresergebnissen zurück. Ähnlich verlief die Saison 2011/12. Danach fuhr er 2013 und 2014, jeweils hinter Martin Fourcade und Emil Hegle Svendsen, einen dritten und einen vierten Rang in der Weltcupgesamtwertung ein. Landertinger platzierte sich dabei nur selten auf dem Podium – zwei zweite Plätze in der Saison 2012/13, ein zweiter Platz 2013/14 –, erreichte aber kontinuierlich vordere Ergebnisse und war etwa im Jänner 2014 in sieben aufeinanderfolgenden Weltcuprennen unter den Top Ten vertreten. Wegen einer Bronchitis verpasste er im Winter 2014/15 erneut mehrere Wettkämpfe, kehrte geschwächt in den Weltcup zurück und beendete die Saison letztlich vorzeitig. Den folgenden Weltcupwinter schloss er als Neunter in der Gesamtwertung ab. Sein bestes Ergebnis erreichte er dabei bei den Weltmeisterschaften am Osloer Holmenkollen, wo er 5,1 Sekunden hinter Martin Fourcade die Silbermedaille gewann.
Landertinger war während dieser Jahre durchgehend einer der stärksten Biathleten seines Landes und hatte einen festen Platz in der österreichischen Staffel. Dort nahm er mit zunehmender Häufigkeit die Position des Schlussläufers ein, so etwa beim Rennen von Ruhpolding im Jänner 2014, als er den Deutschen Simon Schempp im Zielsprint um 0,1 Sekunden schlug. Auch bei Großereignissen nahm Landertinger an jedem Staffelrennen teil und gewann dabei sowohl bei den Olympischen Winterspielen 2010 in Vancouver (Silber) als auch vier Jahre später in Sotschi (Bronze) eine Medaille, jeweils gemeinsam mit Simon Eder, Daniel Mesotitsch und Christoph Sumann. Zudem sicherte sich Landertinger bei seiner zweiten Olympiateilnahme 2014 eine weitere Medaille im Sprint: Als Zweiter blieb er ohne Fehlschuss und hatte 1,3 Sekunden Rückstand auf Ole Einar Bjørndalen.

### Karriereabschluss mit gesundheitlichen Problemen und weiteren Medaillen (2016 bis 2020)
Im September 2016 diagnostizierte der ÖSV-Teamarzt bei Landertinger einen Bandscheibenvorfall an der unteren Lendenwirbelsäule. Der 28-Jährige bestritt die Saison 2016/17, die er als 16. des Gesamtweltcups beendete, mit wiederkehrenden Rückenproblemen, deretwegen er sich im September 2017 einer Bandscheiben-Operation unterzog. In der Folge gelang es ihm nicht mehr dauerhaft, an die Leistungen seiner frühen und mittleren Karriere anzuknüpfen: In den Weltcupgesamtwertungen zwischen 2018 und 2020 belegte er die Plätze 41, 34 und 45. Im Rückblick sprach er von „schwierige[n] Jahre[n]“, er habe die hohen Trainingsumfänge nicht mehr verkraftet und infolge der Bandscheibenprobleme „drei bis vier Prozent an Leistungsvermögen“ verloren.
Trotz der gesundheitlichen Probleme gewann Landertinger zwei weitere Einzelmedaillen, die er in erster Linie guten Schießleistungen verdankte. Bei den Olympischen Winterspielen 2018 in Pyeongchang war er im 20-Kilometer-Wettkampf einer von drei Athleten mit 20 Treffern und sicherte sich mit 14,2 Sekunden Rückstand auf Sieger Johannes Thingnes Bø die Bronzemedaille. Zwei Jahre später wurde er über die gleiche Distanz ebenfalls Dritter bei den Weltmeisterschaften von Antholz. Mit einem Fehler hatte er auch hier eines der besten Schießergebnisse im Teilnehmerfeld und bezeichnete die gewonnene Bronzemedaille angesichts der Umstände als „schwierigste und zugleich schönste“. Zwei Monate später, Mitte April 2020, gab Landertinger seinen Rücktritt vom Leistungssport bekannt und erklärte, eine noch weitere Fortsetzung seiner Karriere über 2020 hinaus wäre „[s]einem Körper und [s]einer Gesundheit gegenüber gierig gewesen“. Mit der Medaille von Antholz habe er das Gefühl, „als Sieger vom Platz zu gehen“.

## Persönliches
Landertinger wuchs mit zwei Schwestern auf und verbrachte die ersten Jahre seines Lebens in Weng im Innkreis, ehe die Familie nach Tirol zog. Im Nordischen Ausbildungszentrum Eisenerz absolvierte er eine Lehre zum Maschinenbautechniker und trat anschließend dem Bundesheer bei. Er trainierte beim Heeressportverein Hochfilzen (HSV Hochfilzen). Mit seiner langjährigen Partnerin, die er 2021 heiratete, und zwei gemeinsamen Söhnen (* 2018; * 2022) wohnt er im benachbarten Fieberbrunn.
Während seiner Karriere absolvierte Landertinger eine Ausbildung zum Biathlontrainer und gründete nach seinem Rücktritt vom aktiven Sport ein Trainingsplanungs-Unternehmen. Zudem wechselte er sich mit Christoph Sumann als Biathlon-Experte und Co-Kommentator für Weltcuprennen beim ORF ab.

## Einschätzungen
Nach seinen frühen Erfolgen, insbesondere nach dem Weltmeistertitel 2009, galt Landertinger als „Shootingstar der Szene“. Ole Einar Bjørndalen, der zwischen 1998 und 2009 sechsmal den Gesamtweltcup gewann, bescheinigte ihm ein Ausnahmetalent und sah ihn als potentiellen Nachfolger an. Als charakteristisch betrachtete Volker Kreisl von der Süddeutschen Zeitung Landertingers verausgabendes Laufen. Er sei zu Beginn seiner Karriere „Paradebeispiel des klotzenden Läufers“ gewesen und habe durch die daraus resultierende Überstrapazierung seines Körpers zwischenzeitlich riskiert, als „Björndalens leeres Versprechen“ zu enden. Der ÖSV-Sportdirektor Toni Giger hob nach Landertingers Rücktritt dessen Stärke auf Schlussrunden als besonders erinnerungswürdig hervor. Landertingers langjähriger Trainer Reinhard Gössweiner betonte die Nervenstärke seines Athleten bei Großereignissen.
Vor dem Hintergrund der Doping-Razzia während der Olympischen Winterspiele 2006 gegen österreichische Skilangläufer sowie die Biathleten Wolfgang Perner und Wolfgang Rottmann wurde dem damit nicht in Berührung stehenden Landertinger zugeschrieben, mit seinen Erfolgen für eine „neue […] Generation in Österreichs Biathlon“ gestanden zu haben. Bei der Wahl zum Aufsteiger des Jahres im Rahmen der österreichischen Sportlerwahl 2009 belegte er hinter der Sportkletterin Johanna Ernst Rang zwei. Im gleichen Jahr wurde er mit dem Goldenen Ehrenzeichen für Verdienste um die Republik Österreich ausgezeichnet.

## Statistiken

### Weltcupsiege
Alle Siege bei Biathlon-Weltcups, getrennt aufgelistet nach Einzel- und Staffelrennen. Durch Anklicken des Symbols im Tabellenkopf sind die Spalten sortierbar.
| Nr. | Datum         | Ort             | Disziplin        |
| --- | ------------- | --------------- | ---------------- |
| 1.  | 21. Feb. 2009 | Pyeongchang     | Massenstart (WM) |
| 2.  | 27. März 2010 | Chanty-Mansijsk | Massenstart      |

| Nr. | Datum         | Ort        | Disziplin |
| --- | ------------- | ---------- | --------- |
| 1.  | 8. Jan. 2009  | Oberhof    | Staffel 1 |
| 2.  | 13. Dez. 2009 | Hochfilzen | Staffel 2 |
| 3.  | 9. Jan. 2014  | Ruhpolding | Staffel 2 |

### Weltcupplatzierungen
Die Tabelle zeigt alle Platzierungen (je nach Austragungsjahr einschließlich Olympische Spiele und Weltmeisterschaften).
- 1.–3. Platz: Anzahl der Podiumsplatzierungen
- Top 10: Anzahl der Platzierungen unter den ersten zehn (einschließlich Podium)
- Punkteränge: Anzahl der Platzierungen innerhalb der Punkteränge (einschließlich Podium und Top 10)
- Starts: Anzahl gelaufener Rennen in der jeweiligen Disziplin
- Staffel: inklusive Mixed- und Single-Mixed-Staffeln

| Platzierung | Einzel | Sprint | Verfolgung | Massenstart | Staffel | Gesamt |
| ----------- | ------ | ------ | ---------- | ----------- | ------- | ------ |
| 1. Platz    |        |        |            | 2           | 3       | 5      |
| 2. Platz    | 2      | 4      |            | 4           | 7       | 17     |
| 3. Platz    | 2      |        | 2          |             | 11      | 15     |
| Top 10      | 10     | 25     | 23         | 13          | 55      | 126    |
| Punkteränge | 27     | 69     | 60         | 31          | 64      | 251    |
| Starts      | 33     | 95     | 67         | 31          | 64      | 290    |

### Biathlon-Weltmeisterschaften
Ergebnisse bei Weltmeisterschaften:
| Weltmeisterschaft | Weltmeisterschaft | Einzelwettbewerbe | Einzelwettbewerbe | Einzelwettbewerbe | Einzelwettbewerbe | Staffelwettbewerbe | Staffelwettbewerbe | Staffelwettbewerbe |
| Jahr              | Ort               | Sprint            | Verfolgung        | Einzel            | Massenstart       | Herrenstaffel      | Mixedstaffel       | S.-M.-Staffel      |
| ----------------- | ----------------- | ----------------- | ----------------- | ----------------- | ----------------- | ------------------ | ------------------ | ------------------ |
| 2009              | Pyeongchang       | 17.               | 34.               | 6.                | 1.                | 2.                 | –                  |                    |
| 2011              | Chanty-Mansijsk   | 49.               | 46.               | 16.               | –                 | 9.                 | 7.                 |                    |
| 2012              | Ruhpolding        | 28.               | 31.               | 15.               | 24.               | 5.                 | –                  |                    |
| 2013              | Nové Město        | 15.               | 5.                | 14.               | 6.                | 5.                 | 16.                |                    |
| 2015              | Kontiolahti       | 39.               | 15.               | 28.               | 24.               | 5.                 | –                  |                    |
| 2016              | Oslo              | 9.                | 14.               | 2.                | 15.               | 4.                 | 5.                 |                    |
| 2017              | Hochfilzen        | 17.               | 21.               | 26.               | 7.                | 3.                 | 9.                 |                    |
| 2019              | Östersund         | 21.               | 34.               | 48.               | –                 | 8.                 | 17.                | –                  |
| 2020              | Antholz           | 31.               | 40.               | 3.                | 17.               | 6.                 | 8.                 | –                  |

### Olympische Winterspiele
|                                             | Einzelwettbewerbe | Einzelwettbewerbe | Einzelwettbewerbe | Einzelwettbewerbe | Staffelwettbewerbe | Staffelwettbewerbe |
| Sprint                                      | Verfolgung        | Einzel            | Massenstart       | Herrenstaffel     | Mixedstaffel       |                    |
| ------------------------------------------- | ----------------- | ----------------- | ----------------- | ----------------- | ------------------ | ------------------ |
| Olympische Winterspiele 2010 \| Vancouver   | 34.               | 14.               | 23.               | 7.                | 2.                 |                    |
| Olympische Winterspiele 2014 \| Sotschi     | 2.                | 10.               | 5.                | 7.                | 3.                 | –                  |
| Olympische Winterspiele 2018 \| Pyeongchang | 25.               | 26.               | 3.                | 12.               | 4.                 | –                  |